# Harper Kamp
Harper James Kamp (* 3. September 1988 in Mesa, Arizona) ist ein ehemaliger Basketballspieler. Er hat die US-amerikanische und die deutsche Staatsbürgerschaft.

## Karriere
Kamp machte in seinem Heimatland einen Schulabschluss an der Mountain View High School, mit deren Mannschaft er dreimal hintereinander die Staatsmeisterschaft von Arizona gewann. 2007 begann er ein Studium an der University of California, Berkeley, mit deren Hochschulmannschaft Golden Bears er in der damaligen Pacific-10 Conference (Pac-10) der NCAA spielte. 2009 erreichten die Golden Bears die landesweite NCAA-Endrunde, in der sie in der ersten Runde gegen die Terrapins der University of Maryland, College Park ausschieden. In der folgenden Saison setzte Kamp nach einer Knieoperation verletzungsbedingt eine Saison von Meisterschaftsspielen aus. Nachdem die Golden Bears 2011 die erneute Endrundenqualifikation verpasst hatten, schieden sie 2012 in Kamps letzter NCAA-Spielzeit in der Qualifikationsrunde („First Four“) gegen die Bulls der University of South Florida aus.
Kamp ging 2012 als Berufsbasketballspieler nach Europa und spielte zunächst in Griechenland für den dortigen Erstliga-Aufsteiger Panelefsiniakos aus Elefsina in die A1 Ethniki. Zum Saisonende wechselte Kamp zum mazedonischen Vizemeister KK Feni Industries aus Kavadarci. Diese Mannschaft verpasste am Saisonende in der Play-off-Halbfinalserie gegen Titelverteidiger MZT Skopje den erneuten Finaleinzug. Zur folgenden Saison wechselte Kamp in die zweite deutsche Spielklasse ProA zur BG Göttingen, die im Vorjahr die Rückkehr in die höchste deutsche Spielklasse verpasst hatte. In der ProA-Spielzeit 2013/14 errangen die Göttinger jedoch mit Kamp, der zum Spieler des Jahres gewählt wurde, die Meisterschaft dieser Spielklasse und schafften somit den Aufstieg in die Basketball-Bundesliga.
Nach dem geglückten Klassenerhalt in der Bundesliga 2015 wechselte Kamp innerhalb der Liga und schloss sich den MHP Riesen Ludwigsburg an, beide Parteien lösten den Vertrag allerdings vor dem Auftakt der Bundesliga- und Eurocup-Saison wieder auf.
Im November 2017 erhielt Kamp einen neuen Vertrag bei der BG Göttingen, dieser war bis Februar 2018 gültig. Der Vertrag wurde anschließend bis zum März 2018 verlängert. Danach ging er zum Verein Malvin Montevideo nach Uruguay.
Im Januar 2018 wurden Kamp und seine Frau Eltern einer Tochter. Kamp und seine Familie wurden nach dem Ende seiner Spielerzeit in Göttingen sesshaft. Ende September 2019 vermeldete der ASC 46 Göttingen, Kamp als Co-Trainer der Regionalligamannschaft und Jugendtrainer verpflichtet zu haben. Kamp hospitierte 2020 bei Roel Moors, Trainer des Bundesligisten BG Göttingen. Da die Niedersachsen aufgrund von Verletzungssorgen in Personalnot gerieten, wurde Kamp des Weiteren als Trainingsspieler und ab Anfang November 2020 wieder in der Bundesliga eingesetzt. Auch in den folgenden Spieljahren blieb Kamp Mitglied des Göttinger Bundesligaaufgebots. Kamp wurde Göttinger Mannschaftskapitän. Er setzte sich bei Punkten und Rebounds an die Spitze der ewigen Bestenliste der BG Göttingen.
Wegen einer Knieverletzung, die er in den Playoffs 2023 erlitten hatte, konnte Kamp in der Saison 2023/2024 kein Spiel mehr bestreiten. Am 15. August 2024 gab er sein Karriereende als Basketballspieler bekannt.
2021 nahm Kamp die deutsche Staatsbürgerschaft an.